# Подводные лодки типа «Щука»
Подводные лодки типа «Щука» — серия средних подводных лодок, построенных в СССР в 1930—1940-x годах. Отличительными особенностями лодок были сравнительная дешевизна в постройке, повышенные манёвренность и живучесть. «Щуки» активно участвовали в Великой Отечественной войне, из 44 воевавших лодок погибла 31. Подводные лодки типа «Щ» совокупно потопили 27 транспортов и танкеров противника общим водоизмещением 79 855 брт, 20 транспортов и шхун нейтральных государств (~6500 брт), повредили 4 судна противника (18 204 брт). На боевом счету подлодок типа «Щ» 35 % потопленного и повреждённого тоннажа противника.
За боевые заслуги 6 подводных лодок типа «Щ» стали гвардейскими, 11 награждены орденом Красного Знамени.

## Численность серий
Всего было построено 86 лодок всех серий, в том числе:
| Проект        | Год  | Количество                                   |
| ------------- | ---- | -------------------------------------------- |
| Серия III     | 1932 | 4 лодки                                      |
| Серия V       | 1933 | 12 лодок                                     |
| Серия V-бис   | 1933 | 13 лодок                                     |
| Серия V-бис-2 | 1933 | 14 лодок                                     |
| Серия X       | 1935 | 32 лодки                                     |
| Серия X-бис   | 1938 | 11 в строю + 2 лодки недостроены и разобраны |

Некоторые «Щуки» были достроены только после войны. Лодки типа «Щ» служили в четырёх флотах СССР и имели трёхзначные номера, где первая цифра обозначала принадлежность к флоту:
- «Щ-1xx» — Тихоокеанский флот,
- «Щ-2xx» — Черноморский флот,
- «Щ-3xx» — Балтийский флот,
- «Щ-4xx» — Северный флот.

## Серия III
Подводные лодки серии III «Щука» — первый тип средних подводных лодок, построенных в СССР. Проектирование четырёх подводных лодок этой серии проводилось параллельно с проектированием подводных лодок проекта I «Декабрист», и на конструкцию первых «Щук» повлияло изучение советскими корабелами поднятой британской HMS L55, которая ремонтировалась на Балтийском заводе параллельно с их строительством. «Щуки» получили от L55 схожие обводы и полуторакорпусную схему с цистернами главного балласта в булях.
Прочный корпус был разделён на 6 отсеков, основное вооружение — торпедное, четыре носовых и два кормовых аппарата. Уже после начала строительства Реввоенсовет СССР обязал добавить размещение четырёх запасных торпед для носовых аппаратов и добавить переборку в машинном отделении для обеспечения непотопляемости, эти добавочные меры вызвали большие сложности с погрузкой и хранением торпед, а также ухудшили обитаемость.
Щ-304 стала первой подводной лодкой, построенной на заводе «Красное Сормово».
Все «Щуки» III серии несли службу на Балтийском флоте. Во время Великой Отечественной войны три из четырёх лодок погибли.

### Представители
| Обозначение | Название                                   | Место постройки                                                  | Заводской № | Дата закладки   | Дата спуска на воду | Вступление в строй | Окончание службы       | Примечание           |
| ----------- | ------------------------------------------ | ---------------------------------------------------------------- | ----------- | --------------- | ------------------- | ------------------ | ---------------------- | -------------------- |
| Щ-301       | до 15.09.34 «Щука»                         | Балтийский завод № 189, Ленинград                                | 199         | 5 февраля 1930  | 1 декабря 1930      | 11 октября 1933    | 28 августа 1941        | Подорвалась на минах |
| Щ-302       | до 15.09.34 «Окунь»                        | Балтийский завод № 189, Ленинград                                | 200         | 5 февраля 1930  | 6 ноября 1931       | 11 октября 1933    | 11—14 ноября 1942      | Подорвалась на минах |
| Щ-303       | до 15.09.34 «Ёрш»                          | Балтийский завод № 189, Ленинград                                | 201         | 5 февраля 1930  | 6 ноября 1931       | 15 ноября 1933     | списана в 1950-х годах |                      |
| Щ-304       | «Язь», «Ударник», до 15.09.34 «Комсомолец» | Красное Сормово № 112, Горький Балтийский завод № 189, Ленинград | 550/1       | 23 февраля 1930 | 2 мая 1931          | 15 августа 1934    | 29 октября 1942        | Подорвалась на минах |

## Серия V
Надводное водоизмещение: 592 тонны, подводное: 715 тонн, что несколько больше чем у серии III. Установлены два дизельных двигателя 38В мощностью 685 л.с., такие же были установлены на Щ-303 и Щ-304 серии III.
Запас топлива до 53 тонн, что соответствует дальности в 4500 миль при скорости 8,5 узлов в надводном положении, 100 миль при 2,8 узлах в подводном положении.
Все 12 подводных лодок находились в составе Тихоокеанского флота. За исключением Щ-103, выброшенной в 1935 году во время шторма на прибрежные камни, лодки этой серии прослужили до середины 1950-х годов. В боевых действиях Второй мировой войны принимали участие Щ-102, Щ-104, Щ-105, совершившие по одному боевому походу.

### Представители
| Обозначение | Название                                        | Дата и место закладки                            | Дата и место спуска на воду                          | Вступление в строй | Окончание службы | Примечание                                                                 |
| ----------- | ----------------------------------------------- | ------------------------------------------------ | ---------------------------------------------------- | ------------------ | ---------------- | -------------------------------------------------------------------------- |
| Щ-101       | до 07.12.33 «Карась» Щ-11, до 15.09.34 «Лосось» | 20 марта 1932, Балтийский завод № 189, Ленинград | 25 декабря 1932, Дальзавод № 202, Владивосток        | 22 сентября 1933   | 2 июня 1952      | В 1942 году переоборудована в подводный минный заградитель.                |
| Щ-102       | до 07.12.33 Щ-12, до 15.09.34 «Лещ»             | 20 марта 1932, им. А. Марти № 194, Ленинград     | 19 апреля 1933, Дальзавод № 202, Владивосток         | 22 сентября 1933   | 17 августа 1953  |                                                                            |
| Щ-103       | до 07.12.33 Щ-13, до 15.09.34 «Карп»            | 20 марта 1932, им. А. Марти № 194, Ленинград     | май 1933, Дальзавод № 202, Владивосток               | 27 октября 1933    | 15 июня 1939     | В 1935 году штормом выброшена на камни, впоследствии не восстанавливалась. |
| Щ-104       | до 07.12.33 Щ-14, до 15.09.34 «Налим»           | 20 марта 1932, Балтийский завод № 189, Ленинград | май 1933, Дальзавод № 202, Владивосток               | 5 ноября 1933      | 17 августа 1953  |                                                                            |
| Щ-105       | до 07.12.33 Щ-21, до 15.09.34 «Кета»            | 1 апреля 1932, Балтийский завод № 189, Ленинград | август 1933, Судомеханический завод № 368, Хабаровск | 5 ноября 1933      | 17 августа 1953  |                                                                            |
| Щ-106       | до 07.12.33 Щ-22, до 15.09.34 «Судак»           | 27 марта 1932, Северная верфь № 190, Ленинград   | май 1933, Дальзавод № 202, Владивосток               | 26 ноября 1933     | 27 декабря 1956  | Предположительно использовалась как УТС до 1997 года.                      |
| Щ-107       | до 07.12.33 Щ-23, до 15.09.34 «Сиг»             | 27 марта 1932, Северная верфь № 190, Ленинград   | май 1933, Дальзавод № 202, Владивосток               | 27 ноября 1933     | 26 июня 1954     |                                                                            |
| Щ-108       | до 07.12.33 Щ-24, до 15.09.34 «Форель»          | 1 апреля 1932, Балтийский завод № 189, Ленинград | июль 1933, Судомеханический завод № 368, Хабаровск   | 21 декабря 1933    | 10 сентября 1952 |                                                                            |
| Щ-109       | до 07.12.33 Щ-31, до 15.09.34 «Сом»             | 20 марта 1932, Северная верфь № 190, Ленинград   | август 1933, Дальзавод № 202, Владивосток            | 18 апреля 1934     | 17 августа 1953  |                                                                            |
| Щ-110       | до 07.12.33 Щ-32, до 15.09.34 «Язь»             | 20 марта 1932, Северная верфь № 190, Ленинград   | октябрь 1933, Дальзавод № 202, Владивосток           | 18 мая 1934        | 11 сентября 1954 |                                                                            |
| Щ-111       | до 07.12.33 Щ-33, до 15.09.34 «Карась»          | 20 марта 1932, Балтийский завод № 189, Ленинград | июль 1933, Судомеханический завод № 368, Хабаровск   | 11 сентября 1934   | 17 августа 1953  |                                                                            |
| Щ-112       | до 15.09.34 «Пескарь»                           | 20 марта 1932, Балтийский завод № 189, Ленинград | апрель 1933, Судомеханический завод № 368, Хабаровск | 11 сентября 1934   | 17 августа 1953  |                                                                            |

## Серия V-бис
Серия включает в себя 13 подводных лодок. Из них 8 были построены для Тихоокеанского флота, 2 — для Балтийского, 3 — для Черноморского. Первоначально серия имела обозначение VII.
Мощность главных дизелей была повышена на 35 %, масса и габариты при этом практически не изменились. Также была улучшена форма рулей, что позволило увеличить надводную скорость на 1,5 узла. По опыту эксплуатации V серии были произведены улучшения отдельных деталей и механизмов. Изменение формы рубки и надстройки значительного эффекта не имело. В 1934 году разрабатывалось предложение по оснащению «Щук» динамо-реактивными орудиями калибра 102 мм на серии III и 152,4 мм на серии V. 20 мая 1934 года зам. начальника РККА И. М. Лудри утвердил тактико-техническое задание на дооборудование «Щук» серии V в транспортные лодки для заправки гидросамолётов. Каждая переоборудованная лодка должна была нести 6 тонн авиационного бензина и 480 литров масла в 16-литровых бидонах, чего было достаточно для заправки трёх Р-6А или семи МБР-4. Система предполагалась демонтируемой и используемой только во время особых операций.

### Представители
| Обозначение | Название               | Дата и место закладки                              | Дата и место спуска на воду                           | Вступление в строй | Окончание службы | Примечание |
| ----------- | ---------------------- | -------------------------------------------------- | ----------------------------------------------------- | ------------------ | ---------------- | ---------- |
| Щ-113       | до 15.09.34 «Стерлядь» | 10 октября 1932, им. А.Марти № 194, Ленинград      | 12 декабря 1933, Дальзавод № 202, Владивосток         | 11 сентября 1934   | 11 сентября 1954 |            |
| Щ-114       | до 15.09.34 «Севрюга»  | 10 октября 1932, им. А.Марти № 194, Ленинград      | 1934, Дальзавод № 202, Владивосток                    | 11 сентября 1934   | 12 декабря 1955  |            |
| Щ-115       | до 15.09.34 «Скат»     | 19 октября 1932, Балтийский завод № 189, Ленинград | 4 апреля 1934, Дальзавод № 202, Владивосток           | 10 октября 1934    | 11 сентября 1954 |            |
| Щ-116       | до 15.09.34 «Осётр»    | 12 мая 1933, им. А. Марти № 194, Ленинград         | 1934, Дальзавод № 202, Владивосток                    | 11 января 1935     | 11 сентября 1954 |            |
| Щ-117       | до 15.09.34 «Макрель»  | 9 октября 1932, Балтийский завод № 189, Ленинград  | 15 апреля 1934, Дальзавод № 202, Владивосток          | 18 декабря 1934    | 15 декабря 1952  |            |
| Щ-118       | до 15.09.34 «Кефаль»   | 10 октября 1932, Балтийский завод № 189, Ленинград | 1934, Дальзавод № 202, Владивосток                    | 18 декабря 1934    | 17 февраля 1956  |            |
| Щ-119       | до 15.09.34 «Белуга»   | 12 мая 1933, им. А. Марти № 194, Ленинград         | 7 мая 1934, Дальзавод № 202, Владивосток              | 2 февраля 1935     | 17 февраля 1956  |            |
| Щ-120       | до 15.09.34 «Навага»   | 2 апреля 1933, им. А.Марти № 194, Ленинград        | июнь 1934-го, Судомеханический завод № 368, Хабаровск | 30 января 1935     | 17 февраля 1956  |            |
| Щ-201       | до 15.09.34 «Сазан»    | 14 августа 1933, им. А.Марти № 194, Ленинград      | 3 апреля 1934, им. 61 коммунара № 200, Николаев       | 5 августа 1935     | 29 декабря 1955  |            |
| Щ-202       | до 15.09.34 «Сельдь»   | 3 сентября 1933, им. А.Марти № 194, Ленинград      | 25 мая 1934, им. 61 коммунара № 200, Николаев         | 3 сентября 1935    | 17 февраля 1956  |            |
| Щ-203       | до 15.09.34 «Камбала»  | 10 марта 1933, Балтийский завод № 189, Ленинград   | 29 мая 1934, им. 61 коммунара № 200, Николаев         | 4 сентября 1935    | 26 августа 1943  |            |
| Щ-305       | до 15.09.34 «Линь»     | ноябрь 1932-го, им. А.Марти № 194, Ленинград       | 31 декабря 1933, им. А.Марти № 194, Ленинград         | 3 декабря 1934     | 5 ноября 1942    |            |
| Щ-308       | до 15.09.34 «Сёмга»    | 10 ноября 1932, Красное Сормово № 112, Горький     | 28 апреля 1933, Красное Сормово № 112, Горький        | 14 ноября 1935     | 20 октября 1942  |            |

## Серия V-бис 2
Серия включает в себя 14 подводных лодок (по 5 для Тихоокеанского и Балтийского, 4 для Черноморского флотов).

### Представители
| Обозначение | Название              | Дата и место закладки                              | Дата и место спуска на воду                       | Вступление в строй | Окончание службы | Примечание |
| ----------- | --------------------- | -------------------------------------------------- | ------------------------------------------------- | ------------------ | ---------------- | ---------- |
| Щ-121       | до 15.09.34 «Зубатка» | 20 декабря 1933, им. А.Марти № 194, Ленинград      | 26 августа 1934, Дальзавод № 202, Владивосток     | 30 апреля 1935     | 26 июня 1954     |            |
| Щ-122       | до 15.09.34 «Сайда»   | 22 декабря 1933, Балтийский завод № 189, Ленинград | 29 августа 1934, Дальзавод № 202, Владивосток     | 30 апреля 1935     | 26 июня 1954     |            |
| Щ-123       | до 15.09.34 «Угорь»   | 20 декабря 1933, им. А. Марти № 194, Ленинград     | 26 августа 1934, Дальзавод № 202, Владивосток     | 30 апреля 1935     | 26 июня 1954     |            |
| Щ-124       | до 15.09.34 «Палтус»  | 22 декабря 1933, Балтийский завод № 189, Ленинград | 29 декабря 1934, Дальзавод № 202, Владивосток     | 29 сентября 1935   | 26 июня 1954     |            |
| Щ-125       | до 15.09.34 «Муксун»  | 20 декабря 1933, им. А. Марти № 194, Ленинград     | 26 августа 1934, Дальзавод № 202, Владивосток     | 15 мая 1936        | 17 августа 1953  |            |
| Щ-204       | до 15.09.34 «Минога»  | 15 июня 1934, Балтийский завод № 189, Ленинград    | 31 декабря 1934, им. 61 коммунара № 200, Николаев | 30 декабря 1935    | 6 декабря 1941   |            |
| Щ-205       | до 15.09.34 «Нерпа»   | 5 января 1934, им. 61 коммунара № 200, Николаев    | 6 ноября 1934, им. 61 коммунара № 200, Николаев   | 17 ноября 1936     | 11 сентября 1954 |            |
| Щ-206       | до 15.09.34 «Нельма»  | 5 января 1934, им. 61 коммунара № 200, Николаев    | 1 февраля 1935, им. 61 коммунара № 200, Николаев  | 14 августа 1936    | 9 июля 1941      |            |
| Щ-207       | до 15.09.34 «Касатка» | 5 января 1934, им. 61 коммунара № 200, Николаев    | 23 марта 1935, им. 61 коммунара № 200, Николаев   | 17 ноября 1936     | 11 сентября 1954 |            |
| Щ-306       | до 15.09.34 «Пикша»   | 6 ноября 1933, Балтийский завод № 189, Ленинград   | 1 августа 1934, Балтийский завод № 189, Ленинград | 4 августа 1935     | 13 ноября 1942   |            |
| Щ-307       | до 15.09.34 «Треска»  | 6 ноября 1933, Балтийский завод № 189, Ленинград   | 1 августа 1934, Балтийский завод № 189, Ленинград | 4 августа 1935     | 23 апреля 1948   |            |
| Щ-309       | до 15.09.34 «Дельфин» | 6 ноября 1933, Красное Сормово № 112, Горький      | 10 апреля 1935, Красное Сормово № 112, Горький    | 14 ноября 1935     | 3 марта 1949     |            |
| Щ-310       | до 15.09.34 «Белуха»  | 6 ноября 1933, Красное Сормово № 112, Горький      | 10 апреля 1935, Красное Сормово № 112, Горький    | 20 августа 1936    | 17 августа 1953  |            |
| Щ-311       | до 15.09.34 «Кумжа»   | 6 ноября 1933, Красное Сормово № 112, Горький      | 10 апреля 1935, Красное Сормово № 112, Горький    | 21 августа 1936    | 12 октября 1942  |            |

## Серия X
Серия включает в себя 32 подводных лодки: 9 для Тихоокеанского флота (Щ-126 — Щ-134), 8 для Черноморского флота (Щ-208 — Щ-215), 15 для Балтийского флота — восемь из балтийских были переведены на Северный флот).
Были установлены новые дизели марки 38К8 мощностью 800 л. с. при 600 об./мин., в результате чего надводная скорость теоретически выросла до 14,1-14,3 узлов. Лодки серии X отличались ограждением рубки характерной обтекаемой «лимузинной» формы, что на практике привело лишь к повышенному заливанию мостика волнами в надводном положении, в дальнейшем от этой конструкции отказались.

### Представители
| Обозначение | Заводской № | Дата и место закладки                             | Дата и место спуска на воду                   | Вступление в строй | Окончание службы | Примечание                                  |
| ----------- | ----------- | ------------------------------------------------- | --------------------------------------------- | ------------------ | ---------------- | ------------------------------------------- |
| Щ-126       | 297         | 23 июля 1934, им. А. Марти № 194, Ленинград       | 20 апреля 1935, Дальзавод № 202, Владивосток  | 3 октября 1936     | 17 февраля 1956  | с 1949 года — С-126.                        |
| Щ-127       | 296         | 23 июля 1934, им. А. Марти № 194, Ленинград       | 13 июня 1935, Дальзавод № 202, Владивосток    | 3 октября 1936     | 9 ноября 1956    | с 1949 года — С-127.                        |
| Щ-128       | 258         | 7 августа 1934, Балтийский завод № 189, Ленинград | 9 июня 1935, Дальзавод № 202, Владивосток     | 3 октября 1936     | 9 ноября 1956    | с 1949 года — С-128.                        |
| Щ-129       | 298         | 31 декабря 1934, им. А. Марти № 194, Ленинград    | 10 октября 1935, Дальзавод № 202, Владивосток | 3 октября 1936     | 9 ноября 1956    | с 1949 года — С-129, до 1993 года — УТС-70. |
| Щ-130       | 257         | 7 августа 1934, Балтийский завод № 189, Ленинград | 8 июня 1935, Дальзавод № 202, Владивосток     | 11 декабря 1936    | 9 ноября 1956    | с 1949 года — С-130. До 1958 года — УТС-71. |
| Щ-131       | 292         | 23 июля 1934, им. А. Марти № 194, Ленинград       | 4 июля 1935, Дальзавод № 202, Владивосток     | 11 декабря 1936    | 9 ноября 1956    | с 1949 года — С-131. До 1958 года — УТС-72. |
| Щ-132       | 299         | 31 декабря 1934, им. А. Марти № 194, Ленинград    | 4 июля 1935, Дальзавод № 202, Владивосток     | 11 декабря 1936    | 9 ноября 1956    | с 1949 года — С-132. До 1958 года — УТС-73. |
| Щ-133       | 259         | 7 августа 1934, Балтийский завод № 189, Ленинград | 4 июля 1935, Дальзавод № 202, Владивосток     | 19 ноября 1936     | 9 ноября 1956    | с 1949 года — С-133.                        |
| Щ-134       | 293         | 23 июля 1934, им. А. Марти № 194, Ленинград       | 4 сентября 1935, Дальзавод № 202, Владивосток | 27 декабря 1936    | февраль 1957     | с 1949 года — С-134.                        |

| Обозначение | Заводской № | Место постройки                        | Дата закладки   | Дата спуска на воду | Вступление в строй | Окончание службы        | Примечание                                 |
| ----------- | ----------- | -------------------------------------- | --------------- | ------------------- | ------------------ | ----------------------- | ------------------------------------------ |
| Щ-208       | 1032        | Завод № 200 им. 61 коммунара, Николаев | 18 мая 1934     | 7 октября 1935      | 9 марта 1937       | Погибла в июле 1942     | Обнаружена в 1980                          |
| Щ-209       | 1033        | Завод № 200 им. 61 коммунара, Николаев | 25 мая 1934     | 2 марта 1936        | 9 марта 1937       | 8 октября 1956          | с 1949 года — С-209, до 1992 года — УТС-10 |
| Щ-210       | 1034        | Завод № 200 им. 61 коммунара, Николаев | 3 июня 1934     | 13 марта 1936       | 9 марта 1937       | Погибла в марте 1942    | Обнаружена в 1983                          |
| Щ-211       | 1035        | Завод № 200 им. 61 коммунара, Николаев | 3 сентября 1934 | 3 сентября 1935     | 5 мая 1938         | Погибла в ноябре 1941   | Обнаружена в 2000                          |
| Щ-212       | 1036        | Завод № 200 им. 61 коммунара, Николаев | 18 ноября 1934  | 29 декабря 1936     | 15 декабря 1938    | Погибла 19 декабря 1942 | Обнаружена в 1976                          |
| Щ-213       | 1037        | Завод № 200 им. 61 коммунара, Николаев | 4 декабря 1934  | 13 апреля 1937      | 15 декабря 1938    | Погибла в октябре 1942  | Обнаружена в 2008                          |
| Щ-214       | 1038        | Завод № 200 им. 61 коммунара, Николаев | 13 июля 1935    | 23 апреля 1937      | 10 апреля 1939     | Погибла в июне 1942     | По состоянию на 2024 год не обнаружена     |
| Щ-215       | 1039        | Завод № 200 им. 61 коммунара, Николаев | 27 марта 1935   | 11 января 1937      | 10 апреля 1939     | 13 июля 1953            | с 1949 года — С-215                        |

| Обозначение | Заводской № | Место постройки                     | Дата закладки   | Дата спуска на воду | Вступление в строй | Окончание службы        | Примечание          |
| ----------- | ----------- | ----------------------------------- | --------------- | ------------------- | ------------------ | ----------------------- | ------------------- |
| Щ-317       | 295         | Завод им. А. Марти № 194, Ленинград | 23 июля 1934    | 24 сентября 1935    | 1 ноября 1936      | Погибла в июле 1942     | Обнаружена в 1999   |
| Щ-318       | 294         | Завод им. А. Марти № 194, Ленинград | 23 июля 1934    | 11 августа 1935     | 30 августа 1936    | 9 августа 1955          | с 1949 года — С-318 |
| Щ-319       | 367         | Завод им. А. Марти № 194, Ленинград | 31 декабря 1934 | 15 февраля 1935     | 11 декабря 1936    | Погибла в сентябре 1941 | Обнаружена в 2012   |
| Щ-320       | 368         | Завод им. А. Марти № 194, Ленинград | 31 декабря 1934 | 12 февраля 1935     | 11 декабря 1936    | Погибла 3 октября 1942  | Обнаружена в 2017   |
| Щ-322       | 550/6       | Завод № 112, Горький                | 31 декабря 1934 | 10 апреля 1935      | 4 ноября 1936      | Погибла 12 октября 1941 | Обнаружена в 2010   |
| Щ-323       | 550/7       | Завод № 112, Горький                | 31 декабря 1934 | 10 апреля 1935      | 3 ноября 1936      | Погибла 1 мая 1943      | Поднята в 1944      |
| Щ-324       | 550/8       | Завод № 112, Горький                | 31 декабря 1934 | 10 апреля 1935      | 31 октября 1936    | Погибла в ноябре 1941   | Обнаружена в 2015   |

| Обозначение | Предыдущие названия | Заводской № | Место постройки                                 | Дата закладки   | Дата спуска на воду | Вступление в строй | Окончание службы         | Примечание                                                   |
| ----------- | ------------------- | ----------- | ----------------------------------------------- | --------------- | ------------------- | ------------------ | ------------------------ | ------------------------------------------------------------ |
| Щ-401       | Щ-313               | 253         | Балтийский завод № 189, Ленинград               | 4 декабря 1934  | 28 июня 1935        | 29 сентября 1936   | Погибла в апреле 1942    |                                                              |
| Щ-402       | Щ-314               | 254         | Балтийский завод № 189, Ленинград               | 4 декабря 1934  | 28 июня 1935        | 29 сентября 1936   | Погибла 21 сентября 1944 |                                                              |
| Щ-403       | Щ-315               | 261         | Балтийский завод № 189, Ленинград               | 25 декабря 1934 | 31 декабря 1935     | 26 сентября 1936   | Погибла в октябре 1943   |                                                              |
| Щ-404       | Щ-316               | 262         | Балтийский завод № 189, Ленинград               | 25 декабря 1934 | 27 декабря 1935     | 26 сентября 1936   | 20 июня 1956             | С 1949 — С-404, с 1953 — КБП-35                              |
| Щ-421       | Щ-313 Щ-405         | 83          | Коломенский завод, Коломна Завод № 112, Горький | 20 ноября 1934  | 12 мая 1935         | 5 декабря 1937     | Погибла 9 апреля 1943    |                                                              |
| Щ-422       | Щ-314 Щ-406         | 84          | Коломенский завод, Коломна Завод № 112, Горький | 15 декабря 1934 | 12 апреля 1935      | 5 декабря 1937     | Погибла в июле 1943      |                                                              |
| Щ-139       | Щ-315 Щ-405 Щ-423   | 85          | Коломенский завод, Коломна Завод № 112, Горький | 17 декабря 1934 | 27 апреля 1935      | 5 декабря 1937     | 29 марта 1957            | В 1942 году переведена на Тихоокеанский флот, С 1949 — С-139 |
| Щ-424       | Щ-312 Щ-321 Щ-408   | 260         | Балтийский завод № 189, Ленинград               | 1934            | 1935                | 1936               | Погибла 20 октября 1939  |                                                              |

## Серия X-бис
Отличия от предыдущих серий заключаются в отказе от не оправдавших себя решений: вместо гидромуфт были установлены фрикционные разобщительные муфты типа «Бамаг», ограждение рубки сделано обычного типа и более высоким для лучшей защиты мостика от волн, первое орудие было опущено на палубу, снят подводный якорь. Водоизмещение лодки возросло на 5 т.
Девять подлодок серии X-бис были достроены в военные годы, а две — после войны.

### Представители
| Обозначение | Дата и место закладки                          | Дата и место спуска на воду                    | Вступление в строй | Окончание службы | Примечание |
| ----------- | ---------------------------------------------- | ---------------------------------------------- | ------------------ | ---------------- | ---------- |
| Щ-135       | 26 августа 1938, им. А. Марти № 194, Ленинград | 21 апреля 1940, Дальзавод № 202, Владивосток   | 1 сентября 1941    | 3 апреля 1958    |            |
| Щ-136       | 26 августа 1938, им. А. Марти № 194, Ленинград | 27 апреля 1940, Дальзавод № 202, Владивосток   | 5 сентября 1941    | 3 апреля 1958    |            |
| Щ-137       | 31 августа 1938, им. А. Марти № 194, Ленинград | 1 июля 1940, Дальзавод № 202, Владивосток      | 18 ноября 1941     | 3 апреля 1958    |            |
| Щ-138       | 28 октября 1938, им. А. Марти № 194, Ленинград | 22 июля 1940, Дальзавод № 202, Владивосток     | 30 декабря 1941    | 18 июля 1942     |            |
| Щ-216       | 23 июля 1939, им. 61 коммунара № 200, Николаев | 30 мая 1940, им. 61 коммунара № 200, Николаев  | 17 августа 1941    | 16 февраля 1944  |            |
| Щ-405       | 31 декабря 1938, им. А. Марти № 194, Ленинград | 16 декабря 1939, им. А. Марти № 194, Ленинград | 7 июня 1941        | 13 июня 1942     |            |
| Щ-406       | 31 декабря 1938, им. А. Марти № 194, Ленинград | 17 декабря 1939, им. А. Марти № 194, Ленинград | 7 июня 1941        | 1 июня 1943      |            |
| Щ-407       | 23 апреля 1939, им. А. Марти № 194, Ленинград  | 4 июня 1940, им. А. Марти № 194, Ленинград     | 10 сентября 1941   | 17 февраля 1956  |            |
| Щ-408       | 23 апреля 1939, им. А. Марти № 194, Ленинград  | 4 июня 1940, им. А. Марти № 194, Ленинград     | 10 сентября 1941   | 24 мая 1943      |            |
| Щ-411       | 29 июня 1940, им. А. Марти № 194, Ленинград    | 31 мая 1941, им. А. Марти № 194, Ленинград     | 21 июля 1945       | 29 марта 1957    |            |
| Щ-412       | 29 июня 1940, им. А. Марти № 194, Ленинград    | 31 мая 1941, им. А. Марти № 194, Ленинград     | 21 июля 1945       | 12 февраля 1960  |            |

## Недостроенные корабли
17 января 1939 года было принято решение о строительстве подводной лодки серии X-бис на Мурманской верфи наркомата рыбной промышленности. Вскоре количество запланированных к постройке лодок возросло до двух, 25 сентября 1940 года им были присвоены обозначения Щ-409 и Щ-410. Руководство наркомата рыбной промышленности доказало отсутствие необходимой производственной и кадровой базы, и постройка этих двух лодок была отменена.
Заложенные на заводе № 194 28 июня 1941 года две лодки серии X-бис получили заводские номера 552—553 и обозначения соответственно Щ-413 и Щ-414. К июлю 1941 года их готовность составляла 2,7 % и 1,7 %, постановлением ГКО от 10 июля 1941 года их строительство было прекращено, 23 июля они были сняты с производства и разделаны на металл.